# Wolfgang Schulenberg
Wolfgang Schulenberg (* 11. Juni 1920 in Bremen; † 26. Juni 1985 in Oldenburg) war ein deutscher Erziehungswissenschaftler vor allem im Bereich Erwachsenenbildung und Hochschulrektor.

## Leben
Der Sohn eines Handwerksmeisters besuchte 1926–1930 die Volksschule in Bremen, danach bis 1936 die Oberrealschule bis zur Obersekundareife. Von 1936 bis 1938 absolvierte er eine kaufmännische Lehre. Mit Kriegsausbruch 1939 wurde er als Wehrmachtsangestellter nach Liegnitz/Schlesien verpflichtet, kehrte 1941 nach Bremen zurück, wurde aber eingezogen und diente vorwiegend in den besetzten Niederlanden. Im August 1942 legte er extern das Abitur ab. Im Juli 1945 aus der Kriegsgefangenschaft entlassen, arbeitete er als Bauarbeiter. Im Oktober 1946 legte er die 1. Lehramtsprüfung ab. Ab 14. Oktober 1946 war er Referendar in Schwei. Ab 1951 wurde er Assistent an der Pädagogischen Hochschule Oldenburg. Am 1. April 1952 legte er in Schwei die 2. Lehramtsprüfung ab. Er studierte nun Pädagogik, Psychologie und Soziologie an der Universität Göttingen mit einem Studienaufenthalt 1955 an der Universität London; im gleichen Jahr arbeitete er an Ansatz und Wirksamkeit der Erwachsenenbildung (Hildesheim-Studie), mit der er 1957 bei Helmuth Plessner und Erich Weniger an der Universität Göttingen zum Dr. phil. promovierte. Ab 1957 Dozent, nahm er 1961 einen Ruf als Professor für Soziologie der Pädagogischen Hochschule Oldenburg an, wo er 1969 der letzte Rektor war. In den 1960er Jahren war er Mitglied der Niedersächsischen Studienkommission für Erwachsenenbildung mit dem Auftrag, ein Erwachsenenbildungsgesetz für Niedersachsen zu erarbeiten. Von 1969 bis 1971 war er Gründungsrektor der Pädagogischen Hochschule Niedersachsen. 1969 wurde er in den Hochschulpolitischen Arbeitskreis der Niedersächsischen Landtagsfraktion der SPD aufgenommen und 1973 ordentlicher Professor für Soziologie an der neugegründeten Universität Oldenburg.

## Wolfgang Schulenberg-Institut für Bildungsforschung und Erwachsenenbildung (ibe)
Das Wolfgang Schulenberg-Institut für Bildungsforschung und Erwachsenenbildung (ibe) wurde 1986 von Mitgliedern der Universität Oldenburg und Verbandsvertretern aus der niedersächsischen Erwachsenenbildung gegründet, um einen Ort der Kooperation zwischen Erwachsenenbildung und Hochschule zu schaffen. Der Schwerpunkt lag auf dem Aufbau eines Archivs und Projekten zur Geschichte der Erwachsenenbildung, insbesondere zum Wieder-/ Neuaufbau demokratischer Bildungsinstitutionen nach 1945: u. a. Sicherung von Oral-History-Quellen (Zeitzeugenbefragungen), Geschichte der Bildungsvereinigung Arbeit und Leben Niedersachsen, Sicherung und Erschließung von wissenschaftlichen Nachlässen (z. B. Wolfgang Schulenberg, Willy Strzelewicz, Fritz Borinski), historisches Schriftgut der niedersächsischen Erwachsenenbildung. Ein weiteres Projekt erfolgte zu den Archivalien der Erwachsenen-/ Weiterbildung der DDR (gemeinsam mit der Humboldt-Universität zu Berlin und der Friedrich-Schiller-Universität Jena) sowie eine große Quellenstudie zur Rekonstruktion der Genese pluraler Strukturen in der niedersächsischen Erwachsenenbildung.
Später befasste sich das Institut mehr mit aktuellen Fragen der Erwachsenen-/Weiterbildung und nahm Aufgaben der wissenschaftlichen Begleitung, Beratung und Evaluation wahr, zunächst zu Fragen der Qualitätssicherung und der Novellierung des Niedersächsischen Erwachsenenbildungsgesetzes oder in Kooperationsprojekten, gemeinsam mit dem Arbeitsbereich Weiterbildung und Bildungsmanagement und dem Center für lebenslanges Lernen der Universität Oldenburg, beim Aufbau von berufsbegleitenden Studienangeboten in der wissenschaftlichen Weiterbildung und der Entwicklung von Maßnahmen zur Öffnung der Hochschule für nichttraditionelle Studierende.

## Schriften
- mit Hans-Dietrich Raapke und Willy Strzelewicz: Bildung und gesellschaftliches Bewusstsein (Göttingen-Studie – eine mehrstufige bildungssoziologische Untersuchung in Westdeutschland), 1966
- Plan und System: Zum Ausbau der deutschen Volkshochschulen, 1968
- Rennplatz-Studie (Probleme einer Oldenburger Stadtrand-Siedlung), 1969
- Strukturplan für den Aufbau eines öffentlichen Weiterbildungssystems in der BR Deutschland, 1975
- Reform in der Demokratie, 1976
- Soziale Faktoren der Bildungsbereitschaft Erwachsener, 1978
- Beruf und Studium. Bildungsmotive und Studienerfahrungen von Studierenden ohne Reifezeugnis (zusammen mit Andrä Wolter u. a.), 1986
- Karl Steinhoff / Wolfgang Schulenberg (Hgg.): Die evangelischen Seminare (Geschichte der oldenburgischen Lehrerbildung, Band 1), Holzberg-Verlag Oldenburg 1979
- Karl Steinhoff / Wolfgang Schulenberg (Hgg.): Lehrerbildung zwischen 1926 und 1945 (Geschichte der oldenburgischen Lehrerbildung, Band 2), Holzberg-Verlag Oldenburg 1985
- Karl Steinhoff / Wolfgang Schulenberg / Hilke Günther-Arndt (Hgg.): Lehrerbildung in Oldenburg 1945–1973: Von der Pädagogischen Akademie zur Universität (Geschichte der oldenburgischen Lehrerbildung, Band 3), Heinz Holzberg-Verlag, Oldenburg 1991